# Wereldkampioenschappen roeien/Lichte acht
Op de wereldkampioenschappen roeien is Lichte acht een van de onderdelen. De Lichte acht is een roeiboot waarbij alle acht roeiers één riem hebben en met een stuurman. Er is een gewichtsbeperking.
De Lichte acht staat vanaf 1974 op het programma van de wereldkampioenschappen roeien bij de mannen. Bij de vrouwen is dit onderdeel nog nooit gehouden. Omdat dit onderdeel niet tot het Olympisch roeiprogramma behoort, wordt het op elk WK verroeid. Vanaf 2016 is het onderdeel van het programma verdwenen.

## Medaillewinnaars

### Mannen
| Jaar | Plaats              | Goud                | Zilver              | Brons                            |
| 1974 | Luzern              | Verenigde Staten    | Nederland           | West-Duitsland                   |
| 1975 | Nottingham          | West-Duitsland      | Verenigde Staten    | Verenigd Koninkrijk              |
| 1976 | Villach             | West-Duitsland      | Verenigd Koninkrijk | Verenigde Staten                 |
| 1977 | Amsterdam           | Verenigd Koninkrijk | Spanje              | Australië                        |
| 1978 | Kopenhagen          | Verenigd Koninkrijk | Nederland           | Australië                        |
| 1979 | Bled                | Spanje              | Verenigde Staten    | Nederland                        |
| 1980 | Hazewinkel          | Verenigd Koninkrijk | Frankrijk           | Spanje                           |
| 1981 | München             | Denemarken          | Italië              | Spanje                           |
| 1982 | Luzern              | Italië              | Denemarken          | Spanje                           |
| 1983 | Duisburg            | Spanje              | Australië           | Denemarken                       |
| 1984 | Montreal            | Denemarken          | Italië              | Spanje                           |
| 1985 | Hazewinkel          | Italië              | Verenigde Staten    | Spanje                           |
| 1986 | Nottingham          | Italië              | West-Duitsland      | Denemarken                       |
| 1987 | Kopenhagen          | Italië              | West-Duitsland      | Verenigde Staten                 |
| 1988 | Milaan              | Italië              | Verenigde Staten    | Denemarken                       |
| 1989 | Bled                | Italië              | Denemarken          | West-Duitsland                   |
| 1990 | Barrington          | Italië              | Denemarken          | Verenigd Koninkrijk              |
| 1991 | Wenen               | Italië              | Frankrijk           | Verenigde Staten                 |
| 1992 | Montreal            | Denemarken          | Verenigd Koninkrijk | Duitsland                        |
| 1993 | Racice              | Canada              | Denemarken          | Italië                           |
| 1994 | Indianapolis        | Verenigd Koninkrijk | Denemarken          | Italië                           |
| 1995 | Tampere             | Denemarken          | Verenigd Koninkrijk | Italië                           |
| 1996 | Glasgow             | Duitsland           | Denemarken          | Canada                           |
| 1997 | Aiguebelette        | Australië           | Verenigd Koninkrijk | Canada                           |
| 1998 | Keulen              | Duitsland           | Verenigde Staten    | Italië                           |
| 1999 | St. Catharines      | Verenigde Staten    | Verenigd Koninkrijk | Italië                           |
| 2000 | Zagreb              | Verenigde Staten    | Verenigd Koninkrijk | Australië                        |
| 2001 | Luzern              | Frankrijk           | Denemarken          | Verenigde Staten                 |
| 2002 | Sevilla             | Italië              | Duitsland           | Verenigde Staten                 |
| 2003 | Milaan              | Duitsland           | Verenigde Staten    | Frankrijk                        |
| 2004 | Banyoles            | Frankrijk           | Italië              | Australië                        |
| 2005 | Gifu                | Italië              | Japan               | geen, slechts 2 boten namen deel |
| 2006 | Dorney Lake         | Italië              | Duitsland           | Polen                            |
| 2007 | München             | Nederland           | Duitsland           | Italië                           |
| 2008 | Ottensheim          | Verenigde Staten    | Duitsland           | Nederland                        |
| 2009 | Poznań              | Italië              | Verenigde Staten    | Nederland                        |
| 2010 | Hamilton            | Duitsland           | Australië           | Italië                           |
| 2011 | Bled                | Australië           | Italië              | Denemarken                       |
| 2012 | Plovdiv             | Duitsland           | Italië              | China                            |
| 2013 | Chungju             | Italië              | Australië           | Verenigde Staten                 |
| 2014 | Amsterdam           | Duitsland           | Italië              | Turkije                          |
| 2015 | Aiguebelette-le-Lac | Duitsland           | Frankrijk           | Verenigde Staten                 |

## Medaillespiegel

### Mannen
| Plaats | Land                | Goud | Zilver | Brons | Totaal |
| 1      | Italië              | 13   | 6      | 7     | 26     |
| 2      | Duitsland           | 7    | 4      | 1     | 12     |
| 3      | Verenigde Staten    | 4    | 7      | 7     | 18     |
| 4      | Denemarken          | 4    | 7      | 4     | 15     |
| 5      | Verenigd Koninkrijk | 4    | 6      | 2     | 12     |
| 6      | Australië           | 2    | 3      | 4     | 9      |
| 7      | Frankrijk           | 2    | 3      | 1     | 6      |
| 8      | West-Duitsland      | 2    | 2      | 2     | 6      |
| 9      | Spanje              | 2    | 1      | 6     | 9      |
| 10     | Nederland           | 1    | 2      | 3     | 6      |
| 11     | Canada              | 1    | 0      | 2     | 3      |
| 12     | Japan               | 0    | 1      | 0     | 1      |
| 13     | Polen               | 0    | 0      | 1     | 1      |
| 13     | China               | 0    | 0      | 1     | 1      |
| 13     | Turkije             | 0    | 0      | 1     | 1      |
| Totaal | Totaal              | 42   | 42     | 42    | 126    |

Edities

1962 Luzern · 
1966 Bled · 
1970 St. Catharines · 
1974 Luzern · 
1975 Nottingham · 
1976 Villach · 
1977 Amsterdam · 
1978 Hamilton (alleen zwaar) · 
1978 Kopenhagen (alleen licht) · 
1979 Bled · 
1980 Hazewinkel · 
1981 München · 
1982 Luzern · 
1983 Duisburg · 
1984 Montréal · 
1985 Hazewinkel · 
1986 Nottingham · 
1987 Kopenhagen · 
1988 Milaan · 
1989 Bled · 
1990 Lake Barrington · 
1991 Wenen · 
1992 Montréal · 
1993 Račice · 
1994 Indianapolis · 
1995 Tampere · 
1996 Motherwell · 
1997 Aiguebelette · 
1998 Keulen · 
1999 St. Catharines · 
2000 Zagreb · 
2001 Luzern · 
2002 Sevilla · 
2003 Milaan · 
2004 Banyoles · 
2005 Gifu · 
2006 Eton · 
2007 München · 
2008 Ottensheim · 
2009 Poznań · 
2010 Hamilton · 
2011 Bled · 
2012 Plovdiv · 
2013 Chungju · 
2014 Amsterdam ·
2015 Aiguebelette ·
2016 Rotterdam ·
2017 Sarasota ·
2018 Plovdiv ·
2019 Ottensheim ·
2020 Bled ·
2021 Shanghai ·
2022 Račice ·
2023 Belgrado ·
2024 St. Catharines ·
2025 Shanghai · 
2026 Amsterdam

Onderdelen

Skiff · 
Lichte skiff · 
Dubbel twee · 
Lichte dubbel twee · 
Twee zonder · 
Lichte twee zonder · 
Twee met

Dubbel vier · 
Dubbel vier met · 
Lichte dubbel vier · 
Vier zonder · 
Lichte vier zonder · 
Vier met · 
Acht · 
Lichte acht